# Dysstroma longula
Dysstroma longula là một loài bướm đêm trong họ Geometridae.